# イェンドラシック Cs-1
イェンドラシック Cs-1は世界で初めて運転されたターボプロップエンジンである。ハンガリー人の技術者であるジェルジ・イェンドラシック(György Jendrassik)によってハンガリーの双発重戦闘機であるVarga RMI-1 X/Hの動力として1937年に設計された。

## 設計と開発
実験用の100馬力出力のガスタービンエンジンの運転により、1937年、ジェルジ・イェンドラシックはブダペストのガンツ工場でターボプロップエンジンの開発を開始したと見られる。
15段の圧縮機と7段のタービンで構成される軸流式の設計は近代的な特徴が盛り込まれていた。これらには剛性のある圧縮機‐タービンが前部と後部の軸受けで保持されていた。単体のアニュラ型燃焼器と反転流を取り入れる事によりエンジンの全長を短縮したり、空冷式タービンディスクとタービンブレードはディスクへの熱伝導を減らす源流が見られる。環状の吸気口はプロペラ用の減速歯車を取り囲むように配置され排気口もまた環状に配置される。
Cs-1は13,500 rpmで回転時に出力1,000 bhpでハンガリーの航空機産業は近代的な高性能航空機の動力としての潜在性を見出し、製造の開始された双発戦闘爆撃機Varga RMI-1 X/Hの動力として選んだ。
最初の地上試験は1940年に行われ、世界初のターボプロップエンジンになった。しかし、燃焼の問題等により出力は約400bhpに制限された。
1941年にハンガリー空軍が重戦闘機としてメッサーシュミット Me 210を選択したので開発は中止して工場ではそれの動力であるダイムラー・ベンツ DB 605を生産した。 試作された RMI-1 は後に1944年これらのエンジンを搭載した。